# Maurice Delauney
Pour les articles homonymes, voir Delauney.
Maurice Delauney, né le 31 juillet 1919 à La Haye-du-Puits, (Manche) et mort le 1er décembre 2009 à Cannes,, était un diplomate français. 
Il est connu pour avoir été administrateur de la France d'outre-mer et ambassadeur de France en Afrique, au Gabon, au Cameroun, à Madagascar et au Bénin. Il a mené la répression en pays Bamiléké lors de la guerre du Cameroun. Il a aussi été maire RPR de Cannes.

## Biographie
Le père de Maurice Delauney était notaire, maire du pays et conseiller général d'un des cantons les plus peuplés et les plus vastes du département.
Maurice Delauney fut reçu en juillet 1939 au concours de l'École nationale de la France d'outre-mer (ENFOM).
Engagé volontaire en septembre 1939, après une brève campagne, à la sortie de l’École d'application de l'arme blindée et cavalerie de Saumur, il fut fait prisonnier. Sa captivité durera trois longues années, au terme desquelles, après diverses péripéties, il eut l'opportunité de reprendre le combat. Il termina la guerre comme lieutenant d'infanterie de marine.
Il déclara à ce propos lors d'une émission télévisée, en 2009, sur l'empoisonnement de l'opposant camerounais Félix-Roland Moumié : « la politique prévaut sur la morale, dans le cadre de ma mission officielle ».
Il commença sa carrière comme administrateur de la France d'outre-mer de 1945 à 1965 :
- au Cameroun
- à Madagascar
- au Dahomey
- au Condominium des Nouvelles-Hébrides.

De 1956 à 1958, il fut « chef de région » en pays Bamiléké, homme de confiance du haut-commissaire Pierre Messmer, gaulliste de conviction, et à ce titre dirigea dans ce secteur la sanglante répression des maquis de l'Union des populations du Cameroun. Des techniques de torture (balançoire, baignoire) sont utilisées lors d'interrogatoires de suspects. Un centre clandestin regroupant quelque 800 suspects est construit près de Bangou. 
Dans les années d'après guerre, au Cameroun, il participe à la planification du travail forcé auquel étaient soumises les populations indigènes et au bourrage d'urnes au moment des élections.

## Carrière diplomatique
Il devint ensuite membre des réseaux «Foccard», en tant qu'ambassadeur de France en Afrique, au service des intérêts politico-économiques français :
- au Gabon de 1965 à 1972
- à Madagascar de 1972 à 1975
- au Gabon, de nouveau, de 1975 à 1979.

Au Gabon, il s'entoure d'administrateurs formés à l'école coloniale et de gendarmes spécialistes de la contre-insurrection, dont beaucoup l'accompagnaient déjà lors de la répression des révoltes en région Bamiléké, au Cameroun. Le pays présente une importance considérable pour les intérêts du gouvernement français pour les gisements pétroliers qui y sont découverts en 1961. Il ne perdra jamais le contact avec le Gabon. En effet, lorsqu'il quittera l'ambassade en 1979, ce sera pour prendre la tête de la Compagnie des mines d'uranium de Franceville au Gabon, dont il restera président-directeur général jusqu'en 1989.
Nommé ambassadeur de France à Madagascar en septembre 1972, Maurice Delauney devait rejoindre son poste dans un contexte révolutionnaire. En effet, de violentes émeutes venaient d'éclater à Tananarive. Celles-ci ont amené le président de la République, Philibert Tsiranana, à céder la place au commandant en chef de l'armée malgache, le général Gabriel Ramanantsoa. Pendant plus de deux années, Maurice Delauney essaya de composer avec le général et son ministre des affaires étrangères, Didier Ratsiraka, non sans se trouver confronté à de multiples oppositions du pouvoir et de la presse malgache.
Delauney réussit à maintenir l'essentiel des éléments de la présence politique et économique française et à préserver les intérêts de la France, et ceux des Français encore très nombreux dans la « Grande île ».
Plongeur sous-marin, il participa à la découverte de La Boussole, l'un des deux navires de Jean-François de La Pérouse (l'autre navire s'appelait L'Astrolabe), qui firent naufrage à Vanikoro.
La carrière de Maurice Delauney révèle que celui-ci a été le prototype de ces serviteurs de l’État qui ont géré l’ancien empire africain sans état d’âme, justifiant les opérations illégales menées par la France au nom de la « raison d’État ». Se définissant lui-même comme un homme de Jacques Foccart qui, en tant que secrétaire général du président de Gaulle pour les affaires africaines et malgaches, avait la haute main sur les services de « documentation extérieure » et de contre-espionnage, il fut l'exécuteur en chef de la politique secrète de la France en Afrique, et à ce titre chargé de la grande répression des indépendantistes au Cameroun à la fin des années cinquante. Ambassadeur de France au Gabon à deux reprises (de 1965 à 1972 puis de 1975 à 1979), il organisa l’arrivée au pouvoir d’Albert-Bernard Bongo (devenu par la suite  Omar Bongo). Il géra depuis Libreville (Gabon) l’aide militaire française au Biafra en 1967 avec notamment, sous ses ordres, Pierre Debizet, « conseiller technique » à la présidence du Gabon. Par l’intermédiaire de son épouse, il a été l’associé  du mercenaire Bob Denard au sein de la Société gabonaise de sécurité (devenue par la suite Société gabonaise de services), créée par Denard en 1997, qui comprenait également :
- Julien MPouho Epigat (ministre gabonais et oncle de Bongo),
- Georges Rawiri (ancien ministre de Bongo dont il était le compagnon de route depuis 1967, parrain d’un de ses enfants et son témoin de mariage),
- Maurice Robert (agent du SDECE et chef du service de renseignement, après avoir occupé la tête de la Division « Afrique » dudit service qui était lui aussi associé par l’intermédiaire de son épouse),
- Pierre Debizet (ancien patron du SAC et chargé de la sécurité de Bongo)
- ou encore Jean-Louis Domange (compagnon d’armes au Katanga de Bob Denard, dont il était le bras droit mais aussi « sans doute l’ange gardien placé par le SDECE auprès de lui »[11])

Il dirigea et protégea Bob Denard en particulier pour les opérations de déstabilisation au Bénin en 1977. Il fut également le témoin des mouvements de fonds clandestins entre l’Afrique et les responsables français. Il était donc ce qu’il convient d’appeler un ambassadeur « barbouze ». Il intervient en qualité de « témoin de moralité » lors du procès du mercenaire en 1999.

## Maire de Cannes
Après avoir été, de 1989 à 1996, à la mairie de Cannes, premier adjoint de Michel Mouillot, le « Kennedy de la Croisette », Maurice Delauney a été maire de Cannes de février 1997 à mars 2001.
Même après son départ de la mairie, il a continué à s'intéresser aux affaires de la ville.

## Décès
Il meurt le 1er décembre 2009 à Cannes.
Il est inhumé au cimetière du Grand Jas à Cannes, aux côtés d’Hélène Courcy, qui fut son épouse durant 60 ans,.

## Écrits
- De la casquette à la jaquette, ou, de l'administration coloniale à la diplomatie africaine, La Pensée universelle, 1982
- Kala-Kala : De la grande à la petite histoire, un ambassadeur raconte, Robert Laffont, 1986, (ISBN 2221052552),
- Gobina: les dernières années de l'époque coloniale : indépendance moins dix, Éditions Bénévent, 2003
- Au pays des Ravenala : Madagascar, 1954-1975, France Europe éditions, 2004,  (ISBN 2848250941)
- Un témoin de l'histoire : le condominium franco-britannique des Nouvelles-Hébrides, Éditions Bénévent, 2005,  (ISBN 2848719737)
- La guerre comme je l'ai vécue : 1939-1945, Alma, 2005
- Rencontres d'hier et d'aujourd'hui : une galerie de portraits, Éditions Bénévent, 2007
- 1919-1939, un autre temps, Éditions Bénévent, 2008
- Grande chasse en Afrique, Éditions Bénévent, 2009
- Hélène et l'ambassadeur, Éditions Bénévent, 2012

- Chronique d'une mairie[18]

## Distinctions
Maurice Delauney est :
- Officier de l'ordre de la Légion d'honneur
- Croix de guerre 1939-1945
- Officier de l'ordre du Mérite agricole
- Chevalier de l'ordre des Palmes Académiques
- Commandeur de l’ordre de l'Étoile noire du Bénin
- Grand Croix de l'ordre de l'Étoile équatoriale du Gabon
- Grand Officier l'ordre du Mérite Civil Espagnol
- Commandeur de l'ordre du Mérite de la République italienne
- Commandeur de l’ordre souverain de Malte.

En décembre 2019, le conseil municipal de Cannes décide d'ajouter son nom à une allée de la ville de Cannes devenant "allée des Oliviers - Maurice Delauney".